# Lechytia delamarei
Lechytia delamarei es una especie de arácnido del orden Pseudoscorpionida de la familia Lechytiidae.

## Distribución geográfica
Se encuentra en Guadalupe (Francia) en el mar Caribe.